# Parlamentswahl in Tunesien 2014
- FP: 15
- Nidaa: 86
- CPR: 4
- Afek: 8
- UPL: 16
- Nahda: 69
- Sonst.: 19

Die dreizehnte Parlamentswahl in Tunesien seit Gründung der Republik fand am 26. Oktober 2014 statt. Dabei wurde über die 217 Sitze der Volksrepräsentantenversammlung erstmals seit Inkrafttreten der neuen tunesischen Verfassung Anfang 2014 abgestimmt. Diese Verfassung war nach der Revolution in Tunesien 2010/2011 und dem Sturz des Präsidenten Ben Ali entstanden. Die säkulare Partei Nidaa Tounes („Ruf Tunesiens“) wurde stärkste Kraft vor der islamisch geprägten Ennahda-Partei, die in der Verfassunggebenden Versammlung die meisten Abgeordneten gestellt und die Führungsrolle innegehabt hatte.

## Ausgangslage
2011 war in Tunesien im Gefolge der Revolution eine Verfassunggebende Versammlung gewählt worden, die nach Beendigung ihrer Arbeit und der Annahme der neuen Verfassung einen Termin für die Parlamentswahl festlegen sollte. Die Versammlung hatte ihre Arbeit nach einem Jahr abschließen sollen, es kam aber immer wieder zu Verzögerungen. Der Wahltermin wurde zwischenzeitlich unter anderem für den 23. Juni 2013 und für Ende 2013 angekündigt.
Die von Ennahda geführte Regierung war wegen ökonomischer Schwierigkeiten und nach der Ermordung der beiden Oppositionspolitiker Chokri Belaïd und Mohamed Brahmi Mitte 2013 unter Druck geraten. Der Premierminister Ali Larajedh trat nach Straßenprotesten Ende 2013 zurück; die Regierung übernahm unter Mehdi Jomaâ ein Expertenkabinett.
Die neue Verfassung wurde schließlich am 26. Januar 2014 von der Verfassunggebenden Versammlung verabschiedet; als Termin für die Parlamentswahl wurde anschließend der 26. Oktober und für die Präsidentschaftswahl der 23. November 2014 festgelegt.

## Wahlrecht
Die Volksrepräsentantenversammlung ist laut Art. 50 der tunesischen Verfassung von 2014 die Vertretung des tunesischen Volkes; durch sie übt es seine Legislativgewalt aus. Nach Art. 53 hat jeder, der seit mindestens 10 Jahren die tunesische Staatsbürgerschaft innehat und mindestens 23 Jahre alt ist, das passive Wahlrecht. Die allgemeine, freie, unmittelbare und geheime Verhältniswahl (Artt. 55, 56 und Wahlgesetz) bestimmt über die 217 Sitze des Parlaments, das für fünf Jahre gewählt wird. Die 27 Wahlbezirke mit meist sieben bis zehn Mandaten werden jeweils nach dem Hare/Niemeyer-Verfahren ausgezählt, was tendenziell die größten der Kleinparteien begünstigt.
Die Parteien sind verpflichtet, bei der Aufstellung der Wahllisten Männer und Frauen paritätisch zu berücksichtigen. Nach den Vorstellungen der Verfassungsväter soll ein Kräftegleichgewicht zwischen dem Präsidenten und dem mit starker Stellung ausgestatteten Parlament hergestellt werden (semi-präsidentielles Regierungssystem), um zukünftig autokratische Herrschaft zu unterbinden.

## Bewerber, Themen und Ablauf

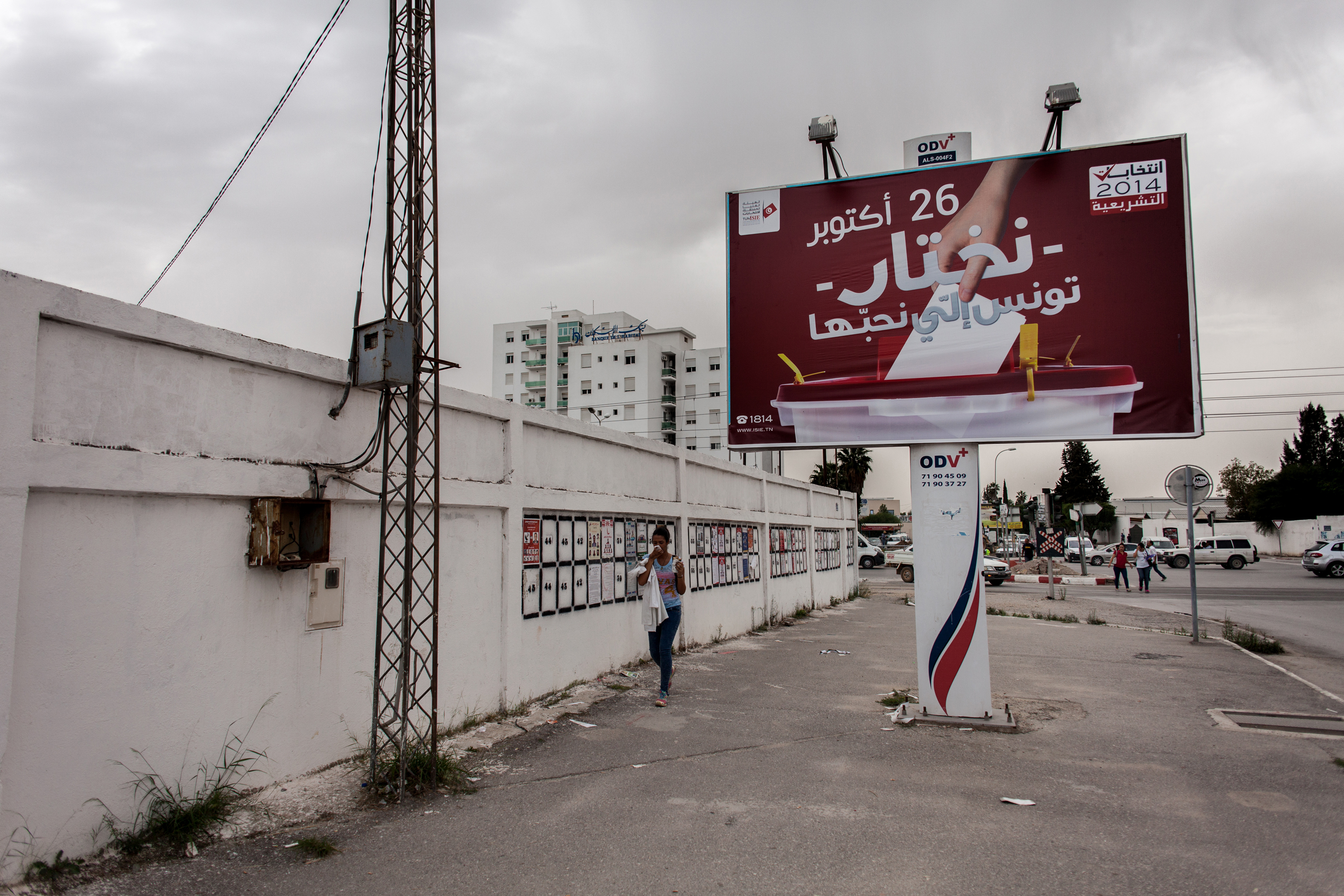
Plakate zur Wahl

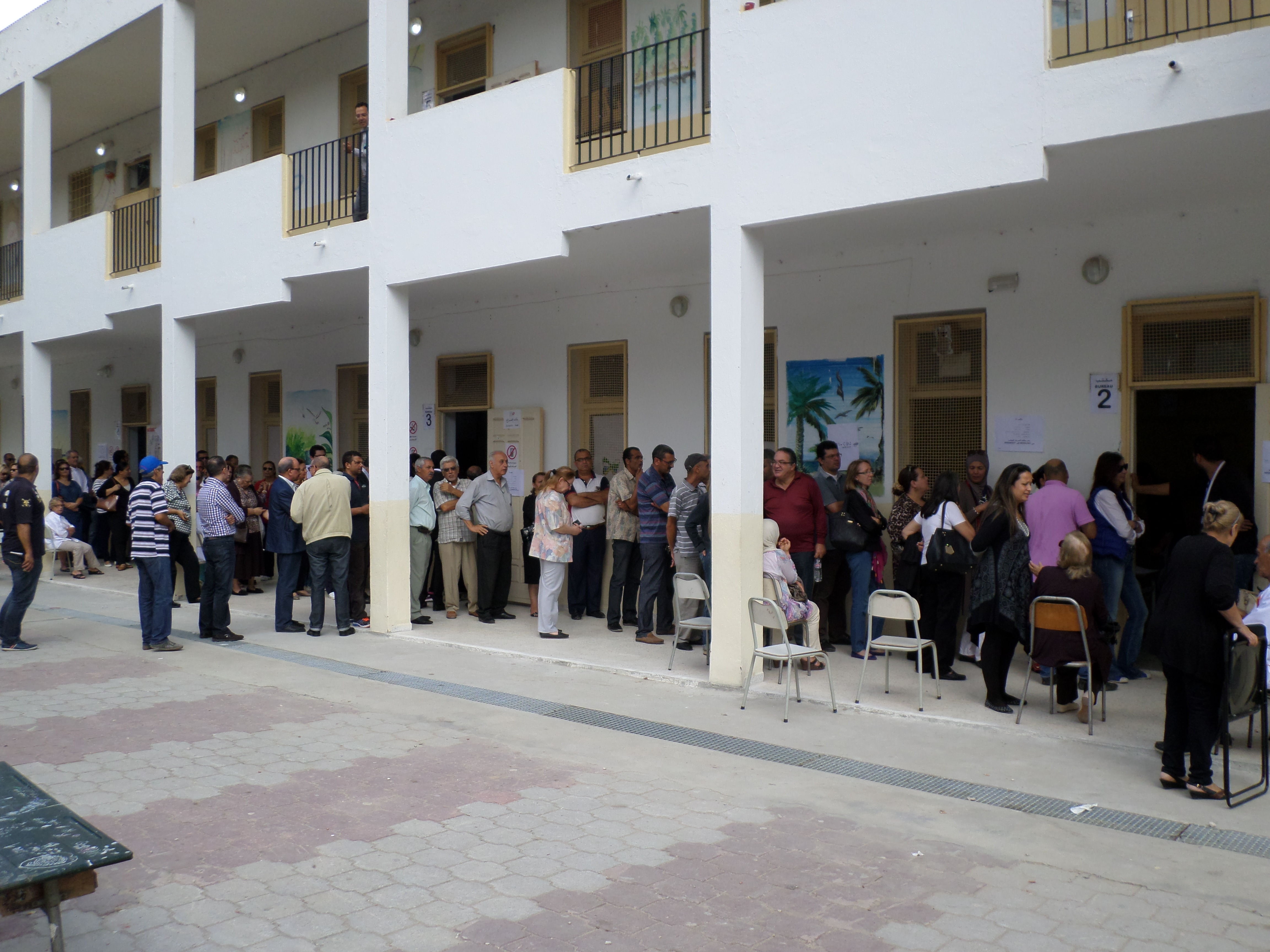
Wählerschlange vor einer Schule in Ariana

Die Ennahda-Partei galt vor der Wahl als Favorit. Trotz der gescheiterten Regierungsarbeit und dem zunehmenden Radikalisierungsdruck durch islamistische Salafisten setzte sie darauf, durch eine breite Einbindung vieler Kräfte nach der Wahl die Grundlage für eine stabile demokratische Entwicklung zu schaffen. Hauptkonkurrent war die 2012 gegründete säkular ausgerichtete Partei Nidaa Tounes, die unter dem 87-jährigen früheren Premierminister Beji Caid Essebsi an den Modernisierungskurs unter dem Staatsgründer Habib Bourguiba anzuknüpfen versprach. Eine Zusammenarbeit mit Ennahda machte er davon abhängig, wie stark diese sich von den Muslimbrüdern distanziere. Beide Parteien hatten wirtschaftspolitisch ähnliche neoliberale Vorstellungen. Sie verfügten beide über etwa 100.000 Mitglieder, Ennahda war allerdings deutlich besser organisiert, was Nidaa Tounes mit der sorgfältigen Auswahl regional verwurzelter, populärer Kandidaten auszugleichen versuchte. Da beide Parteien in den Umfragen der ersten Jahreshälfte Kopf an Kopf gelegen hatten und von Juli 2014 an die Veröffentlichung von Umfragen untersagt war, war der Ausgang zuletzt offen.
Die beherrschenden Themen im Wahlkampf waren Wirtschaft und Sicherheit. Es ging vor allem um die hohe Arbeitslosigkeit, Inflation und die schlechte Entwicklung der Wirtschaft, insbesondere den Einbruch der Tourismusbranche, sowie die wachsende Gefahr des Terrorismus durch rückkehrende Kämpfer aus dem syrischen Bürgerkrieg und die instabile Lage im Nachbarland Libyen. Ein Bericht im ORF nannte als wesentliche Herausforderung die Frage, ob es den gemäßigten Kräften auf beiden Seiten gelingen könne, trotz der allgemeinen Unzufriedenheit einen Grundkonsens herzustellen, um notwendige Reformen anzugehen. Dabei vermieden die Parteien klare Festlegungen und scharfe Profilbildung, zumal ein Großteil der Parteipolitik nicht nach inhaltlicher Ausrichtung, sondern in (oft Parteigrenzen unterlaufender) Netzwerkbildung nach Verwandtschaft und regionaler, sozialer bzw. lebensgeschichtlicher Verbundenheit funktioniert und die Strukturen des alten Regimes in den Wirtschaftseliten weitgehend unangetastet sind. Eine Umfrage des Pew Research Center kurz vor der Wahl zeigte, dass die Tunesier mehrheitlich eine starke Führung für wichtiger hielten als Demokratie, was 2011 noch anders gewesen war; trotzdem überwog der Optimismus und das Festhalten an Pluralismus, Rechtsstaat und Minderheitenrechten.
5.285.135 Staatsbürger hatten sich vorher für die Wahlen registrieren lassen und waren daher dazu aufgerufen, am 26. Oktober 2014 ihre Stimme abzugeben, davon 50,5 Prozent Frauen und 311.000 Auslandstunesier. Um die 217 Sitze im Parlament bewarben sich in 27 Wahlbezirken 1327 Wahllisten mit etwa 13.000 Kandidaten, von denen etwa zwei Drittel von den Parteien aufgestellt wurden; die übrigen waren unabhängige Bewerber, häufig Prominente und Vertreter von Verbänden und Zivilgesellschaft. Während 47 Prozent der Kandidaten Frauen waren, stellten sie nur 12 Prozent der Spitzenkandidaten (der oftmals aus Einzelpersonen bestehenden Listen) und waren in den Medien gegenüber den männlichen Politikern deutlich unterrepräsentiert. Die Regierung stellte den ordnungsgemäßen Ablauf der Wahl mit dem großen Aufgebot von 80.000 Sicherheitskräften sicher; es gab mehr als 15.000 Wahlbeobachter, davon 600 unabhängige aus dem Ausland. Diese sprachen von einer insgesamt geordneten Wahl mit vereinzelten Unregelmäßigkeiten.

## Ergebnis

Stimmen nach Wahlbezirken (rot: Nidaa, blau: Nahda, grau: Sonstige)

Nach Schätzungen lag die Wahlbeteiligung bei etwa 69 Prozent der registrierten Wähler oder 3,5 Millionen; 2011 hatte sie 52 Prozent der Gesamtbevölkerung betragen oder 4,3 Millionen. Es gelang der säkularen Partei Nidaa Tounes, mit 38 Prozent der Stimmen (86 Sitze) vor der gemäßigt islamistischen Ennahda (28 Prozent, 69 Sitze) stärkste Kraft zu werden. Die Freie Patriotische Union kam auf 16, die Volksfront auf 15 Sitze. Die bis 2013 mit Ennahda regierenden säkularen Parteien verloren massiv: Der CPR kommt nur noch auf vier Sitze, Ettakatol ist gar nicht mehr im Parlament vertreten. Ennahda dominierte im armen Süden des Landes, während die Partei Nidaa Tounes ihre Hochburg an der Ostküste hatte, woher viele der alten Eliten stammten. Offenbar beteiligten sich besonders wenige Jungwähler, was mit der Enttäuschung über die Vagheit der Parteien bei Problemlösungen und Zukunftsentwürfen erklärt wird.
Die Entscheidung der Wahlkommission, Nidaa Tounes wegen Verstößen seiner Mitglieder gegen das Wahlrecht in Kasserine einen Sitz ab- und stattdessen Ettakatol zuzuerkennen, revidierte das Verwaltungsgericht am 7. November wieder.

### Landesweite Ergebnisse
| Partei / Bündnis / Liste    | Partei / Bündnis / Liste        | Stimmen   | Stimmen | Stimmen | Sitze  | Sitze |
| Partei / Bündnis / Liste    | Partei / Bündnis / Liste        | Anzahl    | %       | +/−     | Anzahl | +/−   |
| --------------------------- | ------------------------------- | --------- | ------- | ------- | ------ | ----- |
|                             | Nidaa Tounes                    | 1.279.941 | 37,55   | Neu     | 86     | Neu   |
|                             | Ennahda                         | 947.058   | 27,79   | −9,25   | 69     | −20   |
|                             | Freie Patriotische Union (UPL)  | 140.873   | 4,13    | +2,87   | 16     | +15   |
|                             | Volksfront (FP)                 | 124.039   | 3,64    | Neu     | 15     | Neu   |
|                             | Afek Tounes                     | 99.884    | 2,93    | +1,04   | 8      | +4    |
|                             | Kongress für die Republik (CPR) | 69.894    | 2,05    | −6,66   | 4      | −25   |
|                             | Demokratische Strömung          | 66.396    | 1,95    | Neu     | 4      | Neu   |
|                             | Republikanische Partei (PR)     | 56.223    | 1,65    | Neu     | 1      | Neu   |
|                             | Volksbewegung                   | 45.839    | 1,34    | +0,59   | 2      | ±0    |
|                             | Elmoubadara                     | 45.597    | 1,34    | −1,85   | 3      | −2    |
|                             | Demokratische Allianz           | 43.377    | 1,27    | Neu     | 1      | Neu   |
|                             | Strömung der Liebe              | 40.826    | 1,20    | −5,54   | 2      | −24   |
|                             | Sonstige                        | 448.260   | 13,16   | —       | 6      | —     |
| Gesamt                      | Gesamt                          | 3.408.207 | 100,00  |         | 217    |       |
| Gültige Stimmen             | Gültige Stimmen                 | 3.408.207 | 95,22   |         |        |       |
| Ungültige Stimmen           | Ungültige Stimmen               | 171.050   | 4,78    |         |        |       |
| Wahlbeteiligung             | Wahlbeteiligung                 | 3.579.257 | 67,45   |         |        |       |
| Registrierte Wähler         | Registrierte Wähler             | 5.306.324 | 100,00  |         |        |       |
| Quelle: Wahlkommission ISIE |                                 |           |         |         |        |       |

### Wahlkreise
| Wahlkreis             | Wahlkreis             | Partei       | Partei  | Partei | Partei | Partei     | Partei     | Partei | Partei | Partei   | Partei | Partei             | Partei | Partei | Partei | Partei | Partei          | Partei                            | Partei         | Gesamt- sitze |  |
| Wahlkreis             | Wahlkreis             | Nidaa Tounes | Ennahda | UPL    | Afek   | Volksfront | Initiative | CPR    | MP     | Jomhouri | CD     | Strömung der Liebe | FNS    | MDS    | PVA    | AD     | Majed al Djerid | Appel des Tunisiens de l’étranger | Rad al Iitibar | Gesamt- sitze |  |
| --------------------- | --------------------- | ------------ | ------- | ------ | ------ | ---------- | ---------- | ------ | ------ | -------- | ------ | ------------------ | ------ | ------ | ------ | ------ | --------------- | --------------------------------- | -------------- | ------------- |  |
|                       |                       |              |         |        |        |            |            |        |        |          |        |                    |        |        |        |        |                 |                                   |                |               |  |
| Ariana                | Ariana                | 4            | 2       | 1      | 1      | 0          | 0          | 0      | 0      | 0        | 0      | 0                  | 0      | 0      | 0      | 0      | 0               | 0                                 | 0              | 8             |  |
| Béja                  | Béja                  | 3            | 1       | 1      | 0      | 0          | 0          | 0      | 1      | 0        | 0      | 0                  | 0      | 0      | 0      | 0      | 0               | 0                                 | 0              | 6             |  |
| Ben Arous             | Ben Arous             | 4            | 3       | 1      | 0      | 1          | 0          | 0      | 0      | 0        | 1      | 0                  | 0      | 0      | 0      | 0      | 0               | 0                                 | 0              | 10            |  |
| Bizerte               | Bizerte               | 4            | 3       | 1      | 0      | 0          | 0          | 0      | 0      | 0        | 0      | 0                  | 0      | 0      | 0      | 1      | 0               | 0                                 | 0              | 9             |  |
| Gabès                 | Gabès                 | 1            | 4       | 1      | 0      | 0          | 0          | 1      | 0      | 0        | 0      | 0                  | 0      | 0      | 0      | 0      | 0               | 0                                 | 0              | 7             |  |
| Gafsa                 | Gafsa                 | 2            | 2       | 0      | 0      | 1          | 1          | 0      | 0      | 0        | 0      | 0                  | 0      | 0      | 0      | 0      | 0               | 0                                 | 1              | 7             |  |
| Jendouba              | Jendouba              | 3            | 2       | 1      | 0      | 1          | 0          | 0      | 0      | 0        | 0      | 0                  | 0      | 0      | 1      | 0      | 0               | 0                                 | 0              | 8             |  |
| Kairouan              | Kairouan              | 3            | 3       | 1      | 0      | 1          | 0          | 0      | 0      | 0        | 0      | 1                  | 0      | 0      | 0      | 0      | 0               | 0                                 | 0              | 9             |  |
| Kasserine             | Kasserine             | 3            | 2       | 1      | 0      | 1          | 0          | 1      | 0      | 0        | 0      | 0                  | 0      | 0      | 0      | 0      | 0               | 0                                 | 0              | 8             |  |
| Kébili                | Kébili                | 1            | 2       | 0      | 0      | 0          | 0          | 1      | 1      | 0        | 0      | 0                  | 0      | 0      | 0      | 0      | 0               | 0                                 | 0              | 5             |  |
| La Manouba            | La Manouba            | 3            | 2       | 1      | 0      | 1          | 0          | 0      | 0      | 0        | 0      | 0                  | 0      | 0      | 0      | 0      | 0               | 0                                 | 0              | 7             |  |
| Le Kef                | Le Kef                | 3            | 1       | 1      | 0      | 1          | 0          | 0      | 0      | 0        | 0      | 0                  | 0      | 0      | 0      | 0      | 0               | 0                                 | 0              | 6             |  |
| Mahdia                | Mahdia                | 4            | 2       | 0      | 1      | 1          | 0          | 0      | 0      | 0        | 0      | 0                  | 0      | 0      | 0      | 0      | 0               | 0                                 | 0              | 8             |  |
| Médenine              | Médenine              | 1            | 5       | 1      | 0      | 0          | 0          | 1      | 1      | 0        | 0      | 0                  | 0      | 0      | 0      | 0      | 0               | 0                                 | 0              | 9             |  |
| Monastir              | Monastir              | 5            | 2       | 0      | 1      | 1          | 0          | 0      | 0      | 0        | 0      | 0                  | 0      | 0      | 0      | 0      | 0               | 0                                 | 0              | 9             |  |
| Nabeul 1              | Nabeul 1              | 4            | 2       | 0      | 1      | 0          | 0          | 0      | 0      | 0        | 0      | 0                  | 0      | 0      | 0      | 0      | 0               | 0                                 | 0              | 7             |  |
| Nabeul 2              | Nabeul 2              | 3            | 1       | 1      | 0      | 1          | 0          | 0      | 0      | 0        | 0      | 0                  | 0      | 0      | 0      | 0      | 0               | 0                                 | 0              | 6             |  |
| Sfax 1                | Sfax 1                | 2            | 3       | 0      | 0      | 1          | 0          | 0      | 0      | 0        | 1      | 0                  | 0      | 0      | 0      | 0      | 0               | 0                                 | 0              | 7             |  |
| Sfax 2                | Sfax 2                | 4            | 3       | 0      | 1      | 1          | 0          | 0      | 0      | 0        | 0      | 0                  | 0      | 0      | 0      | 0      | 0               | 0                                 | 0              | 9             |  |
| Sidi Bouzid           | Sidi Bouzid           | 2            | 2       | 0      | 0      | 1          | 0          | 0      | 0      | 0        | 0      | 1                  | 1      | 1      | 0      | 0      | 0               | 0                                 | 0              | 8             |  |
| Siliana               | Siliana               | 2            | 1       | 1      | 0      | 1          | 0          | 0      | 0      | 1        | 0      | 0                  | 0      | 0      | 0      | 0      | 0               | 0                                 | 0              | 6             |  |
| Sousse                | Sousse                | 5            | 3       | 0      | 1      | 0          | 1          | 0      | 0      | 0        | 0      | 0                  | 0      | 0      | 0      | 0      | 0               | 0                                 | 0              | 10            |  |
| Tataouine             | Tataouine             | 1            | 3       | 0      | 0      | 0          | 0          | 0      | 0      | 0        | 0      | 0                  | 0      | 0      | 0      | 0      | 0               | 0                                 | 0              | 4             |  |
| Tozeur                | Tozeur                | 1            | 1       | 1      | 0      | 0          | 0          | 0      | 0      | 0        | 0      | 0                  | 0      | 0      | 0      | 0      | 1               | 0                                 | 0              | 4             |  |
| Tunis 1               | Tunis 1               | 3            | 3       | 1      | 0      | 1          | 0          | 0      | 0      | 0        | 1      | 0                  | 0      | 0      | 0      | 0      | 0               | 0                                 | 0              | 9             |  |
| Tunis 2               | Tunis 2               | 5            | 2       | 0      | 1      | 0          | 0          | 0      | 0      | 0        | 0      | 0                  | 0      | 0      | 0      | 0      | 0               | 0                                 | 0              | 8             |  |
| Zaghouan              | Zaghouan              | 2            | 1       | 1      | 0      | 0          | 1          | 0      | 0      | 0        | 0      | 0                  | 0      | 0      | 0      | 0      | 0               | 0                                 | 0              | 5             |  |
|                       |                       |              |         |        |        |            |            |        |        |          |        |                    |        |        |        |        |                 |                                   |                |               |  |
| Arabische Welt        | Arabische Welt        | 1            | 1       | 0      | 0      | 0          | 0          | 0      | 0      | 0        | 0      | 0                  | 0      | 0      | 0      | 0      | 0               | 0                                 | 0              | 2             |  |
| Deutschland           | Deutschland           | 1            | 0       | 0      | 0      | 0          | 0          | 0      | 0      | 0        | 0      | 0                  | 0      | 0      | 0      | 0      | 0               | 0                                 | 0              | 1             |  |
| Frankreich 1          | Frankreich 1          | 2            | 2       | 0      | 1      | 0          | 0          | 0      | 0      | 0        | 0      | 0                  | 0      | 0      | 0      | 0      | 0               | 0                                 | 0              | 5             |  |
| Frankreich 2          | Frankreich 2          | 2            | 2       | 0      | 0      | 0          | 0          | 0      | 0      | 0        | 0      | 0                  | 0      | 0      | 0      | 0      | 0               | 1                                 | 0              | 5             |  |
| Italien               | Italien               | 1            | 2       | 0      | 0      | 0          | 0          | 0      | 0      | 0        | 0      | 0                  | 0      | 0      | 0      | 0      | 0               | 0                                 | 0              | 3             |  |
| Amerika/restl. Europa | Amerika/restl. Europa | 1            | 1       | 0      | 0      | 0          | 0          | 0      | 0      | 0        | 0      | 0                  | 0      | 0      | 0      | 0      | 0               | 0                                 | 0              | 2             |  |
| Gesamt                | Gesamt                | 86           | 69      | 16     | 8      | 15         | 3          | 4      | 3      | 1        | 3      | 2                  | 1      | 1      | 1      | 1      | 1               | 1                                 | 1              | 217           |  |
| Prozentanteil         | Prozentanteil         | 39,6 %       | 31,7 %  | 7,3 %  | 3,7 %  | 6,9 %      | 1,3 %      | 1,8 %  | 1,3 %  | 0,4 %    | 1,3 %  | 0,9 %              | 0,4 %  | 0,4 %  | 0,4 %  | 0,4 %  | 0,4 %           | 0,4 %                             | 0,4 %          | 100 %         |  |
| Nachweis              |                       |              |         |        |        |            |            |        |        |          |        |                    |        |        |        |        |                 |                                   |                |               |  |

## Reaktionen
Der deutsche Außenminister Frank-Walter Steinmeier sprach von einem wichtigen Signal auf dem Weg in die Demokratie; US-Präsident Barack Obama erklärte, die Wahl habe die Menschen der Region und in aller Welt inspiriert; auch UN-Generalsekretär Ban Ki-moon gratulierte. Die Beobachter des EU-Parlaments lobten die transparente und professionelle Arbeit der unabhängigen Wahlkommission und die Gesprächsbereitschaft der Parteien, die Beobachter der Arabischen Liga lobten die Freiheit der politischen Willensbildung und die Ruhe am Wahltag. Die regierungsnahe Zeitung The National in den Vereinigten Arabischen Emiraten hob hervor, dass Tunesien trotz ähnlicher Probleme wie in den anderen arabischen Ländern (Gewalttaten, politische Spaltung zwischen Religiösen und Säkularen) einen friedlichen Machtwechsel erreicht habe. Der liberale türkische Journalist Mustafa Akyol nannte Tunesien in Hürriyet ein Vorbild für den ganzen nahen Osten, insbesondere für die Türkei, der jordanische Experte Marwan al-Muasher nannte das tunesische Beispiel die einzige verbliebene Erfolgsgeschichte des Arabischen Frühlings.
Das schwache Ergebnis Ennahdas wurde vom regierungsnahen in Katar ansässigen Fernsehsender Al Jazeera auf die Enttäuschung mit der bisherigen Regierungsarbeit und die schwache Wirtschaftslage zurückgeführt, der Sieg der säkularen Partei mit vielen Kandidaten aus den vorrevolutionären Eliten dagegen aus der Sehnsucht nach den geordneten Verhältnissen vor dem Arabischen Frühling erklärt. Die libanesische Zeitung Al-Akhbar schrieb, die Tunesier hätten ein Rettungsboot gesucht, auch wenn es nach dem alten Regime rieche. The Economist sah mit Nidaa Tounes ebenfalls alte Eliten zurückkehren und erklärte den Erfolg des heterogenen Bündnisses mit der Popularität ihres Spitzenkandidaten, während Marwan al-Muasher die Neuheit und Unbelastetheit mit den Problemen des Landes hervorhob. Dass in Tunesien eine islamistische Partei zur Teilnahme am demokratischen Prozess bereit sei, diene als Gegenbeispiel gegen das Scheitern in Ägypten. Im Guardian wurden die Brüchigkeit der Partei Nidaa Tounes und ihre autoritäre interne Struktur als Gefahren für die künftige Regierungsfähigkeit dargestellt. Die New York Times hielt die Zusammenarbeit der beiden großen Parteien und weitere Unterstützung durch den Westen für einen dauerhaften Erfolg für nötig; Fareed Zakaria sah in der Washington Post im zweiten erfolgreichen Machtwechsel (nach 2011) ein Zeichen der Konsolidierung, was nicht nur den im Vergleich zu Ägypten gemäßigten Islamisten anzurechnen sei, sondern vor allem der weltoffenen, urbanen politischen Kultur, starken Zivilgesellschaft und kontrolliertem Militär.

## Konstituierung
Das gewählte Parlament nahm mit seinem Zusammentritt nach Einladung durch den scheidenden Präsidenten der verfassunggebenden Versammlung, Mustafa Ben Jaafar, am 2. Dezember 2014 die Arbeit auf und beendete damit die Verfassunggebende Versammlung (Art. 57 der Verfassung). Bei der ersten Sitzung kam es zu Differenzen, weil der Präsident Moncef Marzouki nicht ordnungsgemäß eingeladen worden war und deshalb fernblieb und weil die Parlamentarier sich noch nicht auf einen Parlamentspräsidenten geeinigt hatten. Diese Wahl, die die Verfassung in Art. 59 für die konstituierende Sitzung vorschreibt, musste deshalb am zweiten Sitzungstag am 4. Dezember stattfinden, weshalb die konstituierende Sitzung auf diesen Tag ausgedehnt und vertagt werden musste.

## Regierungsbildung
Nidaa Tounes als Wahlsiegerin verhandelte mit verschiedenen Parteien über eine Regierungsbildung. Dabei kam neben einer großen Koalition mit der zweitplatzierten Ennahda auch eine Koalition mit kleineren Parteien in Betracht, die der säkularen Partei ideologisch näherstehen. Die Verhandlungen dauerten bis nach dem Sieg des Nidaa-Tounes-Vorsitzenden Essebsi bei der Präsidentschaftswahl in deren zweiter Runde am 21. Dezember. Am 5. Januar gab die Führung der Partei Nidaa Tounes bekannt, dass der parteilose frühere tunesische Innenminister Habib Essid die nächste Regierung bilden soll, womit sich Ennahda einverstanden erklärte. Nachdem er am 7. Januar eine Delegation Ennahdas empfangen hatte, gab diese am 11. Januar bekannt, sich an seiner Regierung beteiligen zu wollen. Die Kabinettsmitglieder wurden am 23. Januar 2015 vorgestellt, darunter überraschenderweise kein Politiker Ennahdas, sondern nur von Nidaa Tounes und kleineren Parteien. Die vorgeschlagenen 24 Minister und 15 Staatssekretäre (davon neun Frauen) gehörten Nidaa Tounes (Auswärtiges, Gesundheit, Transport) und der dritten Kraft im Parlament, der säkularen UPL (Tourismus, Jugend, Sport) an, die zusammen mit 102 Sitzen im Parlament sieben von einer eigenen Mehrheit entfernt waren. Ennahda kündigte an, die Regierung nicht unterstützen zu wollen, da kein klares Ziel und kein Bemühen um nationale Einheit erkennbar seien. Da auch aus den Reihen von Nidaa Tounes Kritik am Essids Kabinettsvorschlag kam, wurde die auf den 27. Januar angesetzte Vertrauensabstimmung im Parlament auf unbestimmte Zeit vertagt. Essid gelang es in den folgenden Tagen, auch Ennahda und Afek Tounes durch Beteiligung an Kabinettsposten zur Unterstützung der Regierung zu bewegen. Er legte am 2. Februar einen neuen Kabinettsvorschlag vor und gewann am 5. Februar die Vertrauensabstimmung im Parlament mit 166 von 217 Stimmen. Am 6. Februar 2015 nahm sein Kabinett die Arbeit auf und löste damit die Übergangsregierung Mehdi Jomaâs ab.